# Nationaal park Chapada dos Veadeiros
Het Nationaal park Chapada dos Veadeiros is gelegen in de streek en microregio Chapada dos Veadeiros van de Braziliaanse deelstaat Goiás. Het ligt in de Cerrado. Het park werd ingehuldigd door toenmalig president Juscelino Kubitschek op 11 januari 1966 en erkend als werelderfgoed in 2001.
Het park heeft een oppervlakte van 655 vierkante kilometer en wordt onderhouden door het Instituto Chico Mendes de Conservação da Biodiversidade (CMBio).
De rivier die het nationaal park doorkruist is de Preto, een zijrivier van de Tocantins.
Abrolhos · 
Amazônia · 
Aparados da Serra · 
Araguaia · 
Araucárias · 
Boa Nova · 
Brasília · 
Cabo Orange · 
Campos Amazônicos · 
Campos Gerais · 
Caparaó · 
Catimbau · 
Cavernas do Peruaçu · 
Chapada das Mesas · 
Chapada Diamantina · 
Chapada dos Guimarães · 
Chapada dos Veadeiros · 
Descobrimento · 
Emas · 
Fernando de Noronha · 
Grande Sertão Veredas · 
Iguaçu · 
Ilha Grande · 
Itatiaia · 
Jamanxim · 
Jaú · 
Jericoacoara · 
Juruena · 
Lagoa do Peixe · 
Lençóis Maranhenses · 
Montanhas do Tumucumaque · 
Monte Pascoal · 
Monte Roraima · 
Nascentes do Rio Parnaíba · 
Pacaás Novos · 
Pantanal Matogrossense · 
Pau Brasil · 
Pico da Neblina · 
Pontões Capixabas · 
Restinga de Jurubatiba · 
Rio Novo · 
Saint-Hilaire/Lange · 
São Joaquim · 
Sempre Vivas · 
Serra da Bocaina · 
Serra da Bodoquena · 
Serra da Canastra · 
Serra da Capivara · 
Serra da Cutia · 
Serra da Mocidade · 
Serra das Confusões · 
Serra de Itabaiana · 
Serra do Cipó · 
Serra do Divisor · 
Serra do Itajaí · 
Serra do Pardo · 
Serra dos Órgãos · 
Serra Geral · 
Sete Cidades · 
Superagüi · 
Tijuca · 
Ubajara · 
Viruá
Historisch centrum van Ouro Preto ·
Historisch centrum van Olinda ·
Jezuïetenmissies van de Guaraní (São Miguel das Missões) ·
Historisch centrum van Salvador da Bahia ·
Heiligdom van Bom Jesus do Congonhas ·
Nationaal park Iguaçu ·
Brasilia ·
Nationaal park Serra da Capivara ·
Historisch centrum van São Luís ·
Zuidoostelijke Atlantische woudreservaten ·
Woudreservaten van de Costa do Descobrimento ·
Historisch centrum van Diamantina ·
Beschermd Centraal-Amazonegebied ·
Pantanal ·
Braziliaanse Atlantische eilanden: Fernando de Noronha en Atol das Rocas ·
Beschermde gebieden van de cerrado: Nationaal park Chapada dos Veadeiros en Nationaal park Emas ·
Historisch centrum van Goiás ·
São Franciscoplein in de stad São Cristóvão ·
Rio de Janeiro: Cariocalandschappen tussen de bergen en de zee ·
Modern ensemble van Pampulha ·
Archeologische site van de Valongokaai ·
Paraty en Ilha Grande - cultuur en biodiversiteit ·
Sítio Roberto Burle Marx ·
Nationaal park Lençóis Maranhenses
- Library of Congress Control Number: sh2005000083
- Nationale Bibliotheek van Israël: 987007537405705171
- Virtual International Authority File: 315529606